# Deák Lívia
Deák Lívia (Budapest, 1919. augusztus 30. – Budapest, 2003. november 27.) politikus.

## Életpályája
Deák János (1891–1959) szobafestő-segéd és Liebert Vilma gyermekeként született. Négy polgári osztályt végzett, majd az V. kerületi Községi Nőipariskolában női szabó végzettséget szerzett.
Tizennyolc éves korában került kapcsolatba a munkásmozgalommal, s belépett a Magyarországi Szociáldemokrata Pártba. Két évvel később megbízták a VI. kerületi ifjúsági csoport vezetésével. Ekkoriban rendszeres résztvevője volt a Ságvári Endre által vezetett Országos Ifjúsági Bizottság üléseinek. 1940-ben csatlakozott a Bizottsághoz, és részt vett az ifjúsági mozgalom szervezésében.
1942 júniusában letartóztatták hűtlenség vádjával, azonban a nyolchónapi börtönbüntetés elől illegalitásba vonult. 1944-ben felismerte őt egy csendőrnyomozó, és a Conti utcai börtönbe került.
Hamarosan a Berlintől 100 km-re fekvő ravensbrücki koncentrációs táborba vitték, ahonnan 1945-ben tért haza.
Megválasztották a Magyar Kommunista Párt VI. kerületi pártbizottság agitációs s propaganda helyettes vezetőjévé, majd üzemi szervező lett. Kéthónapos pártiskola elvégzése után Békéscsabán, majd Pécsett szervezőtitkár volt, 1949 és 1950 között a Magyar Dolgozók Pártjának pécsi városi titkára.
1950 decemberben kizárták a pártból, majd internálták. 1953. június elején kiszabadult, párttagságát 1956 szeptemberében kapta vissza. A Terv Ruházati Szövetkezetben helyezkedett el, varrónő volt, majd a Hunnia Filmgyárban szakmájában dolgozott, később felvételvezető lett.
1958-ban visszakerült a pártapparátusba; az MSZMP Budapesti Bizottsága párt és tömegszervezetek osztálya osztályvezető helyettese, 1959 novemberétől osztályvezető. 1959-ben pártiskolát végzett. 1962-ben lett a Munkaügyi Minisztérium MSZMP titkára. 1962. november 24. és 1966. december 3. között az MSZMP KB póttagja, 1970. november 28. és 1985. március 28. között rendes tagja volt, közben a párt Központi Ellenőrzési Bizottságában viselt tagságot. 1965 szeptemberében lett az MSZMP V. kerületi pártbizottsága pártépítési és termelési titkára; 1970 és 1978 között az MSZMP VII. kerületi pártbizottság első titkára volt.
1968-ban cum laude minősítéssel jogi diplomát szerzett az Eötvös Loránd Tudományegyetem Jog- és Államtudományi Karán. 1980-tól az Országos Béketanács elnökségi tagja volt. 1962 és 1968 között a Hazafias Népfront budapesti alelnöki tisztét is betöltötte. 1985 áprilisában a Magyar Szolidaritási Bizottság elnökhelyetteseként egy delegáció élén Kambodzsában járt.

## Díjai, elismerései
- Magyar Köztársasági Érdemérem bronz fokozata (1949)[4]
- Munka Érdemrend (1960)[5]
- Munka Érdemrend arany fokozata (1969)[6]
- A Munka Vörös Zászló Érdemrendje (1978)[7]